# Черемушное
Черемушное (укр. Черемушне) — посёлок,
Зидьковский поселковый совет,
Змиёвский район,
Харьковская область.
Код КОАТУУ — 6321755305. Население по переписи 2001 года составляет 289 (130/159 м/ж) человек.

## Географическое положение
Посёлок Черемушное находится на правом берегу реки Северский Донец, выше по течению в 7 км расположено село Мохнач, ниже по течению примыкает к пгт Зидьки, на противоположном берегу — посёлок Курортное.
Русло реки извилистое, на нём много лиманов и заболоченных озёр.
В селе есть железнодорожная станция Гинеевка.
К селу примыкает небольшой лесной массив (сосна).

## История
1716 — дата первого упоминания села.
По данным на 1864 год, в казённом селе Замостянской волости Змиевского уезда проживало 335 человек (169 мужского пола и 166 — женского); насчитывалось 91 дворовое хозяйство.
По переписи 1897 года число жителей возросло до 555 человек (275 мужского пола и 280 — женского), из которых все — православной веры.
Уроженцем поселка является Ковтун Григорий Иванович (1922—1944) — участник николаевского десанта (десант Ольшанского), операции по захвату николаевского морского порта, предшествовавшей отвоеванию Советской Армией города Николаева во время Великой Отечественной войны в 1944 году; Герой Советского Союза.

## Объекты социальной сферы
- Школа.

## Известные люди
- Ковтун, Григорий Иванович — Герой Советского Союза, участник «десанта Ольшанского». В поселке на доме матери героя установлена мемориальная доска.[5]

## Транспорт
- Электропоезд ЖД, Автобусы до г. Змиев.